# Râul Valea Mestecănișului
Râul Valea Mestecănișului sau Râul Nireș sau Râul Nyireș este un curs de apă, afluent al râului Vinul Mic.

## Hărți
- Harta județului Harghita
- Harta Munților Giurgeului  Arhivat în 27 septembrie 2007, la Wayback Machine.